# پرهوروو
پرهوروو (به چکی: Přehořov) یک منطقهٔ مسکونی در جمهوری چک است که در منطقه تابور واقع شده‌است. پرهوروو ۹٫۵۵ کیلومتر مربع مساحت و ۳۳۲ نفر جمعیت دارد و ۴۱۵ متر بالاتر از سطح دریا واقع شده‌است.